# 気象信号台

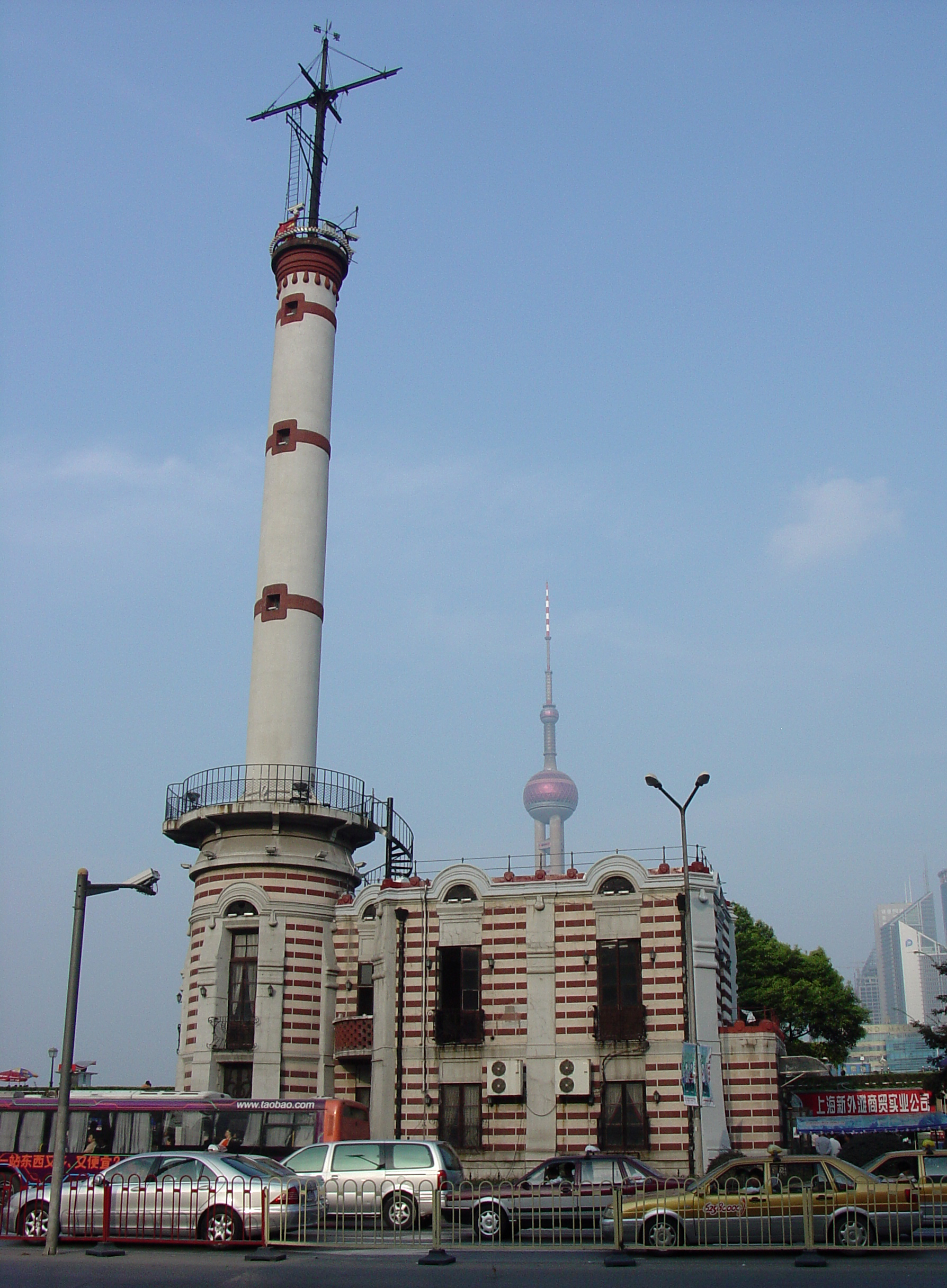
気象信号台

気象信号台(The Gutzlaff Signal Tower)は、中国・上海の外灘にある塔。気象信号塔、外灘天文台、外灘灯台、外灘信号台としても知られている。

## 前史
1884年、フランス人の創設した徐家匯天文台からの気象情報を受け取り、この塔で旗を使って気象情報を伝える気象信号台を建設した。中山東二路1号という番地に位置しており、これは外灘建築群の南、旧フランス租界の北端であり、昔、英仏租界の境界に存在した小河川洋涇浜が黄浦江に注ぎ込む位置であった。最初この建物は信号旗を掲げる柱だけであり、大型船の入港によって旗が見えなくなることがあった。このため、高い塔を持った信号台に建て替えることになった。

## 建築概要
現在の建物は1907年に建造された。上海の歴史的建築群の最南端に位置しており、円形の塔を持っている。塔の高さは36m程度で、灯台のようになっている。旗竿を入れると高さは50mほどになる。塔を除く建築部分は2階建てで応接室や執務室として使われた。また、地下階も持っている。
当時はこの塔は風向計、風速計を備えており、徐家匯天文台から伝えられる気象情報を受け取り、一日五回、気象情報を旗や気球で伝えていた。また、天候の悪化に際して警報を示した。しかし、電信やラジオなどの通信手段の発達、周りの建築物の大型化によってこの建物の役目の重要性は薄れて行き、1956年、この塔は信号台としての役目を終えた。その後、この建築は歴史を持つ外灘建築のひとつとして保存されてきた。
現在はこのビルの一階は喫茶店になっている。1993年10月には外灘の総合再開発工事で、道路の拡幅を行うために建築はそのまま黄浦江に向けて22.4メートル移築された。
座標: 北緯31度14分07秒 東経121度29分16秒 / 北緯31.2352度 東経121.4877度